# Michael Meier (Umweltaktivist)

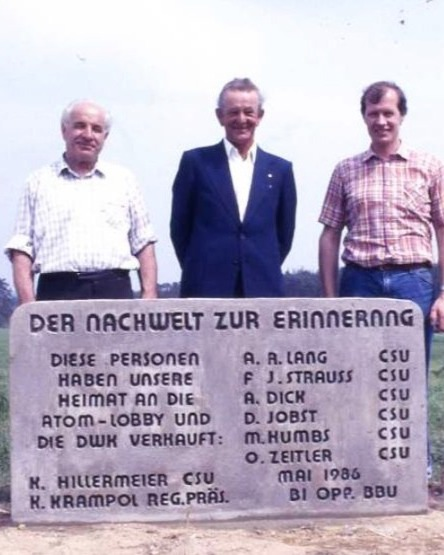
Michael Meier (Mitte) auf seinem Grundstück 1986

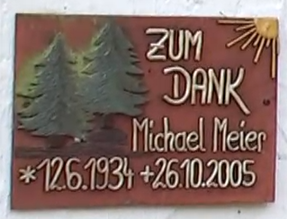
Dank am Franziskus-Marterl

Michael Meier (* 12. Juni 1934 in Altenschwand; † 26. Oktober 2005) war ein Gegner der Wiederaufarbeitungsanlage Wackersdorf (WAA) in Bayern.

## Leben
Michael Meier wurde 1934 als eines von elf Kindern geboren. 27 Jahre lang war er bei der Bayerischen Braunkohlen-Industrie in Wackersdorf beschäftigt bis diese 1982 den Betrieb einstellte. Danach war der Nebenerwerbslandwirt als Handlanger auf dem Bau oder als ABM-Kraft tätig und zeitweise war er arbeitslos und lebte von Arbeitslosenhilfe. 1986 verstarb seine Ehefrau.

## Gegner der Wiederaufarbeitungsanlage Wackersdorf

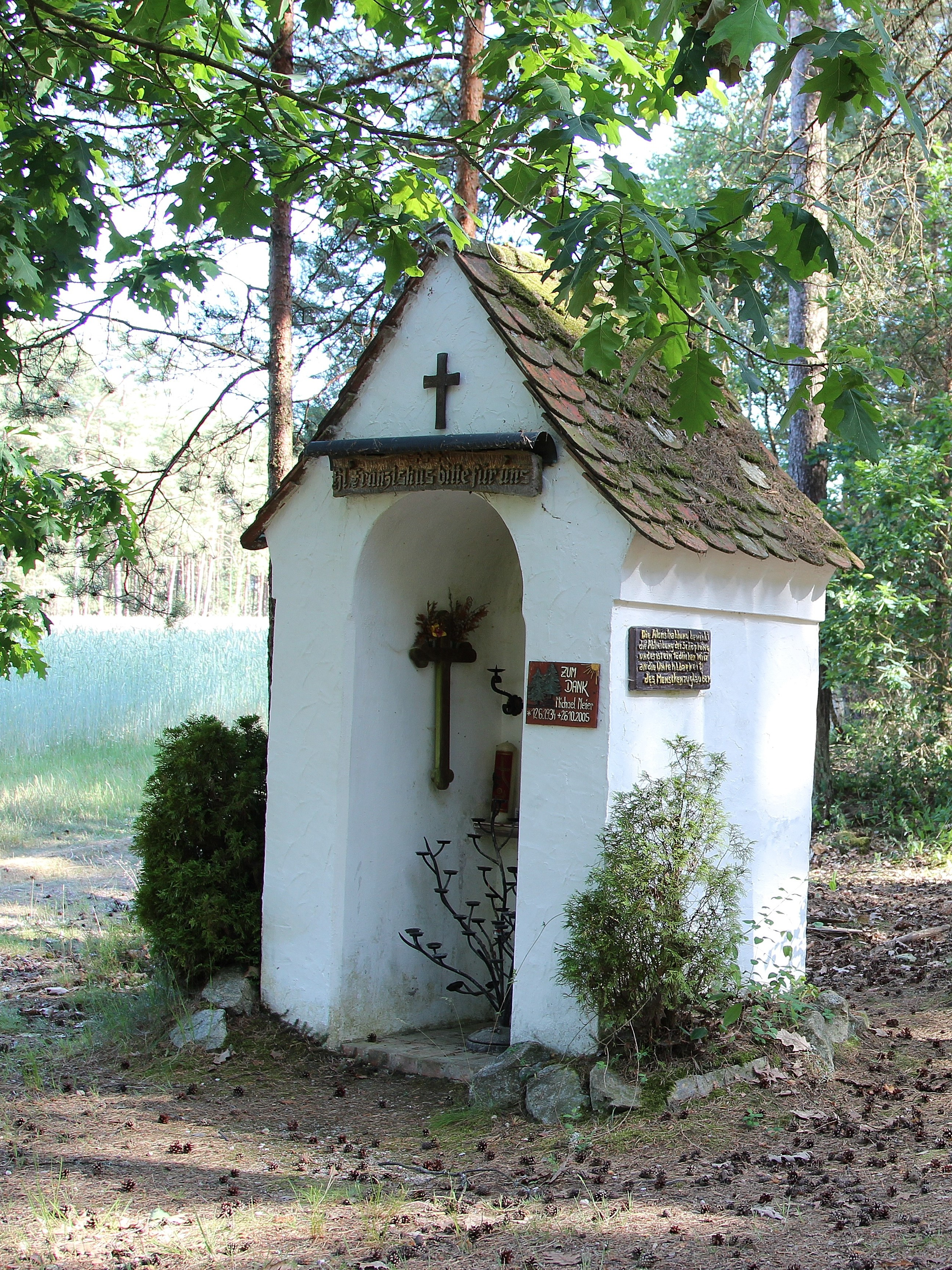
Franziskus-Marterl auf dem Grundstück von Michael Meier

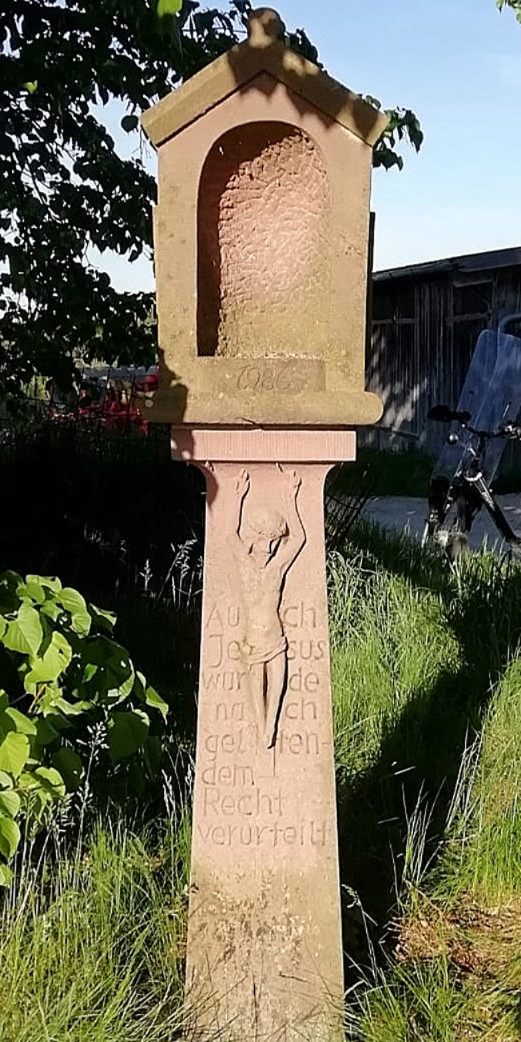
Anti-WAA-Bildstock in Altenschwand auf dem Grundstück von Michael Meier

Meier weigerte sich, seine Grundstücke an die WAA-Bauherren zu verkaufen.

„Michael Meier war eine Symbolfigur des WAA-Widerstandes. Während eine Handvoll Grundbesitzer ihren Grundbesitz für viel Geld der WAA-Betreibergesellschaft DWK verkaufte, blieb Michal Meier standhaft. Er - der kleinste und ärmste - hielt durch, blieb standhaft und ließ sich nicht verlocken vom Geld.“

Das Franziskus-Marterl wurde 1984 auf dem von Meier gestifteten Grundstück errichtet. Meier verkaufte damals das „Marterl-Gelände“ an den Bund Naturschutz und schuf so die Voraussetzungen für den religiösen Treffpunkt und regelmäßige Andachten. Heute ist ein Foto von Meier und eine Erinnerungstafel „Zum Dank - Michael Meier - *12.6.1934 †26.10.2005“ am Marterl zu sehen. Auch für zwei weitere Protestdenkmäler stellte Meier seinen Grund zur Verfügung.
Meier war der einzige von acht Bauplatz-Anliegern, der 1985 eine Normenkontrollklage einreichte. Er und sein Anwalt Wolfgang Baumann forderten den sofortigen Baustopp. 1988 obsiegte Meier in dieser baurechtlichen Normenkontrollklage vor dem Bayerischen Verwaltungsgerichtshof und der Bebauungsplan für die WAA wurde für ungültig erklärt, allerdings wurde die Anlage auf Grund von Einzelbaugenehmigungen stets weitergebaut.

## Dokumentation
- 1995: Meier Mayer Mittermeier · Drei Bauern gegen Beton – Meier stoppte den WAA-Bau, Mayer konnte den Kanal-Bau nicht stoppen[14], Mittermeier will den Donau-Ausbau verhindern.[15] (RB/ARD, 45-Minuten-Feature aus der Reihe: Unter deutschen Dächern, Helge Cramer Filmproduktion)[16], abrufbar in der ARD-Mediathek bis 14. März 2027.